# Rijnwoude
Rijnwoude er en tidligere kommune i provinsen Sydholland i Nederlandene. Kommunens totale areal er 57,85 km² (hvor 1,17 km² er vand) og indbyggertallet er på 18 986 indbyggere (2004).